# Flavio Mendoza
Flavio Ariel Mendoza (Nogoyá, Entre Ríos; 22 de diciembre de 1971) es un bailarín, coreógrafo, director artístico argentino e influencer. Ha participado en distintas obras de teatro y programas de televisión y posteriormente ha ocupado el rol de productor artístico, destacándose por su obra Stravaganza.

## Biografía
Nacido en diciembre de 1971, paso su infancia en Mendoza. Proviene de una familia de varias generaciones circenses. Ha logrado destacarse en artes como la acrobacia, la danza y la actuación. Su primera incursión en la danza fue en su adolescencia realizando imitaciones del cantante estadounidense Michael Jackson. Ha participado en distintas obras de teatro y programas de televisión y posteriormente ocupado el rol de productor artístico.
En 2008 participó como panelista en La previa del show (Ciudad Magazine), en 2010 trabajó como panelista en Animales sueltos (América TV) y como participante junto a Gisela Bernal en el controvertido reality show de baile Bailando por un sueño Argentina, en 2011 ocupó el lugar de jurado en este mismo reality y luego, formó parte del BAR-SM junto a Aníbal Pachano y Laura Fidalgo.
A su vez, comenzó a relacionarse y participar con el circo "Hermanos Servián", cuyo nombre es modificado por Mendoza para ser llamado "Servián, el Circo".
En 2017, fue jurado de la versión original de este polémico reality, Bailando por un sueño México. 
En 2018 se sumó como panelista a Los Especialistas del Show, programa emitido por Eltrece, además de incorporar al personal de participantes de la temporada 2018 de Bailando por un sueño Argentina.
Desde 2023 forma parte de la mesa de Polémica en el bar

## Stravaganza
Stravaganza es el nombre que Flavio Mendoza le ha dado a una serie de espectáculos que estrenó el 25 de diciembre de 2011 en el teatro Luxor de Villa Carlos Paz, provincia de Córdoba. En todas sus versiones el espectáculo se destacó por innovaciones tecnológicas. El 25 de diciembre estrenó la primera versión de su obra, Stravaganza: Water in Art. En 2012 retomó su rol de jurado en Bailando por un sueño y presentó Stravaganza en el teatro Broadway en Capital Federal. En 2013 presentó Stravaganza: Estados del tiempo. En el 2014 presentó Stravaganza tango. En 2015 participó del programa Tu cara me suena 3, donde debió imitar a cantantes nacionales e internacionales.
En 2015 presentó Stravaganza: Sin reglas para el amor. En el mismo año estrenó además en el teatro Broadway Franciscus, obra que Mendoza solo se limitó a producir y dirigir. En el 2016 presentó otra obra, Mahatma.
La primera obra de Stravaganza tuvo de título Water in Art y contaba con la participación de Diego Reinhold, Cinthia Fernández, Gisela Bernal, Noelia Pompa y la banda de rock cordobesa Iceberg del Sur. Con esta primera edición, Flavio Mendoza rompió todos los récords de venta de entradas históricos a nivel nacional con 168.000 entradas vendidas solamente en la temporada de verano.
La segunda versión fue denominada Estados del tiempo, y contó con figuras como Adabel Guerrero y Belén Pouchán. 
La tercera versión fue Stravaganza tango, con la participación de Nicolás Vázquez y Melina Greco. Esta última pasó luego a denominarse Stravaganza: Sin reglas para el amor, contando con la participación de Nacha Guevara y Eleonora Cassano.

## Mahatma
Mendoza abandonó el nombre Stravaganza, denominando a su última obra Mahatma. Esta fue inspirada en un viaje que el mismo Mendoza realizó a la India. Fue estrenada el 25 de diciembre de 2016 en el teatro Luxor de Villa Carlos Paz en una función a beneficio.

## Controversias
En 2017 se vio envuelto en un escándalo, a tal punto que un comunicado de la Asociación Argentina de Actores lo amonestó por "fraude laboral", trabajo en negro y "por salarios por debajo del mínimo que incluso estipula el convenio de actores". Además, el texto asegura que el bailarín atendió "de forma agresiva" al sindicato durante los ensayos de la obra Taboo en el teatro Broadway. La secretaría gremial y el consejo integral de la Asociación Argentina de Actores informó y denunció "la decisión ilegítima de la productora" de Mendoza, Giopar S.R.L., de no presentar los contratos y de no haber efectuado los pagos de salarios del elenco que integran 20 trabajadores, correspondientes a los ensayos. Posteriormente, en medio de una inspección del Ministerio de Trabajo, Mendoza agredió verbalmente a los inspectores. Finalmente, fue denunciado por irregularidades en el pago de salarios y maltrato laboral. El productor ya había tenido denuncias previas de la conducción de la Asociación Argentina de Actores por intentar rebajar el pago de horas de ensayo de los bailarines de su obra Stravaganza en 2012.